# Kyriakos Ioannou
Kyriakos Ioannou (Limassol, 26 de julho de 1984) é um atleta do Chipre. Em 2009 ficou em segundo lugar no Mundial de Berlim, com a marca de 2,32 m. Ioannou também possui medalhas de bronze no Mundial de Osaka em 2007 e nos Jogos da Comunidade de Melbourne em 2006. Possui como melhor resultado da vida 2,35 m, conseguidos no Mundial de Osaka.